# Пък (музикален инструмент)
Вижте пояснителната страница за други значения на Пък.
Пък е корейски музикален перкусионен инструмент от групата на мембранофонните инструменти. Представлява барабан с дървен корпус, чиито два края са покрити с животинска кожа. Изпълнителят свири на него, като удря с едната си ръка по едната кожа, а с другата – по другата кожа с палка.
Пък се използва заедно с инструмента чанго.
Има нисък басов звук.